# El Hefe
Aaron Abeyta, alias El Hefe (dont l'orthographe retranscrit la prononciation anglaise de el jefe : le boss ou la tête en espagnol), né le 8 août 1965, est un membre du groupe de punk rock californien NOFX. 

## Biographie
Il jouait auparavant dans le groupe Crystal Sphere. Il est le guitariste principal du groupe NOFX où il joue aussi de la trompette et fait souvent les chœurs. Hefe est reconnu pour son humour, son charisme et ses nombreuses imitations de voix telles celles de Beavis et Butt-Head, Yogi l'ours et d'autres personnages de cartoons célèbres. El Hefe fait partie de NOFX depuis 1991. Il vit à Stevenson Ranch en Californie avec sa femme Jennifer Abeyta et ses deux enfants.